# Irja
Kvinnonamnet Irja är ett finskt namn. 31 december 2005 fanns det totalt 1 601 personer i Sverige med namnet Irja varav 1 155 fick det som tilltalsnamn. År 2003 fick sju flickor namnet, varav fyra fick det som tilltalsnamn.
Namnsdag: 5 april (1986-1992, tillsammans med Irene. 13 augusti, 1993-2000: 4 april).

## Personer med namnet Irja
- Irja Browallius